# Leptochilichthys agassizii
Leptochilichthys agassizii is een straalvinnige vissensoort uit de familie van glaskopvissen (Leptochilichthyidae). De wetenschappelijke naam van de soort is voor het eerst geldig gepubliceerd in 1899 door Garman.